# Îles du Prince-de-Monaco
Les îles du Prince-de-Monaco sont un ensemble de petites îles et îlots côtiers au sud-ouest de l'île principale de l'archipel des Kerguelen dans l'océan Indien. À ce titre, elles relèvent des Terres australes et antarctiques françaises (TAAF). 

## Géographie
Les îles du Prince-de-Monaco se situent dans la baie d'Audierne, à 500 mètres au large de la pointe de la presqu'île La Bourdonnais dont elles constituent le prolongement géologique. Elles comportent deux îles principales dites îles Nord et Sud du Prince-de-Monaco, séparées seulement par un très étroit chenal, et divers îlots et rochers. La plus grande île, la plus au sud, mesure un peu plus de 3 km de long pour 1,7 km dans sa plus grande largeur. Son point le plus élevé culmine à 99 mètres, plus haut point de l'ensemble des îles. Son point le plus austral est la pointe de l'Océanographie.
Elles font face, à 2,5 km à l'est, aux îlots Joubin qui sont leurs pendants pour la presqu'île du Bougainville.

## Toponymie
Ces îles ont été nommées par Raymond Rallier du Baty en 1908/1909 en l'honneur du prince Albert Ier de Monaco (1848–1922), surnommé « le Prince navigateur » et fondateur du Musée océanographique de Monaco. Il existe également une passe Prince-Albert entre l'île Longue et la presqu'île Ronarc'h à l'ouest de l'île principale de l'archipel des Kerguelen, nom qui lui fut donnée par la mission bathymétrique Leclaire en 1966. 	